# Francisco Bilbao (estación)
Francisco Bilbao es una estación ferroviaria que forma parte de la línea 4 de la red del Metro de Santiago de Chile. Se encuentra por subterráneo entre las estaciones Cristóbal Colón y Príncipe de Gales de la misma línea.
Inaugurada en noviembre de 2005, posee dos accesos, por Avenida Tobalaba, y por Avenida Francisco Bilbao. En el límite entre las comunas de Las Condes, Providencia, la parte norponiente de la comuna de La Reina y sur-poniente conecta con Ñuñoa.

## Entorno y características
Su tráfico es moderado, y consiste preferentemente en usuarios que combinan en la estación Tobalaba con la Línea 1. En sus alrededores se ubica un colegio, edificios de departamentos, el Canal San Carlos y una estación de servicio. Su estación, así como toda la línea 4, presenta una renovada y moderna arquitectura, basada en el juego de luces y el uso de metal, que contrasta con las de las otras líneas de Metro. La estación posee una afluencia diaria promedio de 19 638 pasajeros.
A partir del lunes 2 de noviembre de 2009, pasa a ser de estación ruta verde a estación común. Esto debido a su alta afluencia de pasajeros especialmente en las mañanas, además de la inauguración de la nueva estación San José de la Estrella.

### Accesos
| Acceso | Intersección                          |
| ------ | ------------------------------------- |
| A      | Canal San Carlos                      |
| B      | Av. Francisco Bilbao con Av. Tobalaba |

## Origen etimológico
Su nombre proviene de la Avenida Francisco Bilbao, cuya intersección vial con Avenida Tobalaba se ubica justo sobre la estación.
Francisco Bilbao fue uno de los más fieros opositores al intervencionismo electoral de los primeros gobiernos republicanos de Chile. Fue uno de los fundadores de la Sociedad de la Igualdad, muy influenciada por el paradigma francés de 1848. Bilbao y Arcos protagonizaron la Revolución de 1851 contra el presidente electo Manuel Montt.

## Galería

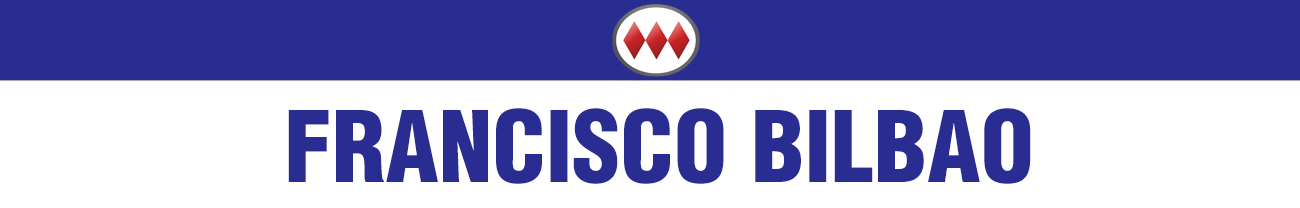
Cenefa utilizada actualmente en la estación.
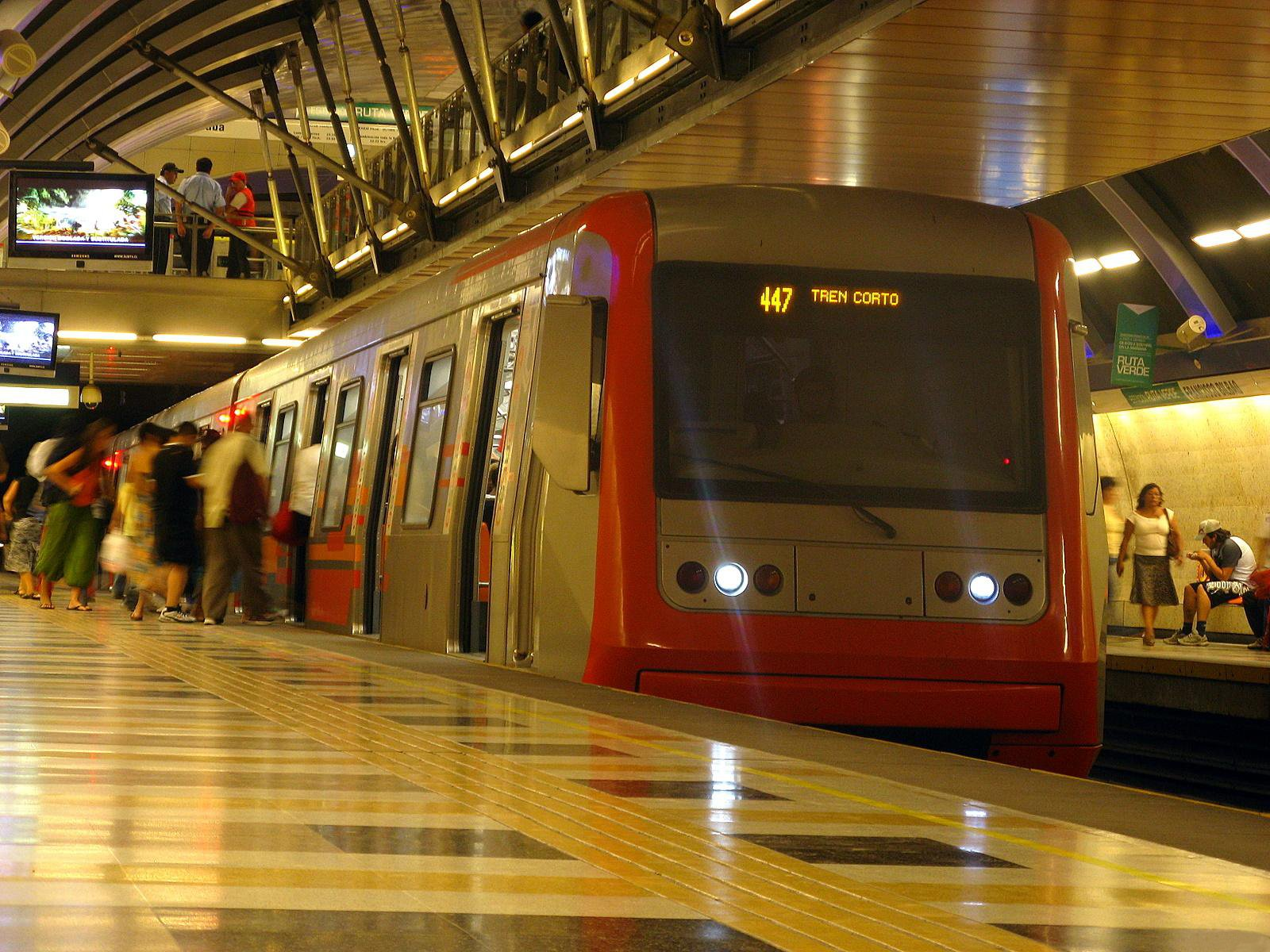
Tren en la estación.

## Conexión con Red Metropolitana de Movilidad
La estación posee 6 paraderos de la Red Metropolitana de Movilidad en sus alrededores (sin la existencia del paradero 5), los cuales corresponden a:
| Paradero/ Código                           | Recorridos |
| ------------------------------------------ | --- |
| Parada 1 / Metro Francisco Bilbao (PC618)  | C01 (Fin del recorrido / Cerro 18) - C05 (Fin del recorrido / La Ermita) - C07 (Fin del recorrido / La Pirámide) |
| Parada 2 / Metro Francisco Bilbao (PC978)  | 412 (Enea) - 418 (Enea) - 429 (Lo Echevers) - 432n (Maipú) - D08 (Av. Grecia / Fin del recorrido)                |
| Parada 3 / Metro Francisco Bilbao (PC475)  | 501 (Fleming) - 504 (Hospital Dipreca) - 518 (Bilbao)                                                            |
| Parada 4 / Metro Francisco Bilbao (PC1022) | D16 (Fin del recorrido / San Luis de Macul)                                                                      |
| Parada 6 / Metro Francisco Bilbao (PC488)  | 501 (Metro Parque Bustamante) - 504 (El Tranque) - 518 (J.J. Pérez)                                              |
| Parada 7 / Metro Francisco Bilbao (PC385)  | 412 (La Reina) - 418 (Av. Tobalaba) - 429 (Lo Hermida) - 432n (La Reina)                                         |